# Cecilia Nicolini
Cecilia Nicolini (Buenos Aires, 29 de diciembre de 1983) es politóloga  y diputada del Parlamento del Mercosur por la Argentina. 
Fue secretaria de Cambio Climático, Desarrollo Sostenible e Innovación del Ministerio de Ambiente y Desarrollo Sostenible de la República Argentina y asesora presidencial durante la presidencia de Alberto Fernández.

## Reseña biográfica
Cecilia Nicolini es diputada del Parlamento del Mercosur (PARLASUR) por Argentina.
Es politóloga, recibida en la Universidad Católica de Argentina y tiene una maestría en Administración Pública en la Universidad de Harvard. Además, se graduó con honores como magíster en Comunicación Política e Institucional en el Instituto Ortega y Gasset y realizó un MBA en la IE Business School en España.
Entre 2017 y 2019 fue Fellow en el Ash Center for Democratic Governance and Innovation de la Kennedy School (Harvard) y desde 2018 es investigadora del Instituto Tecnológico de Massachusetts (MIT) en el Centro de Inteligencia Colectiva. 
Durante 15 años, trabajó en España y en distintos países de América Latina asesorando a gobiernos, políticos y organismos. En 2019 regresó a la Argentina para integrar el Consejo de Asesores del presidente Alberto Fernández. Desde su rol como asesora, trabajó en las gestiones para hacer frente a la pandemia y en la adquisición de vacunas contra el COVID-19.
Entre febrero de 2022 y diciembre de 2023 fue secretaria de Cambio Climático, Desarrollo Sostenible e Innovación del Ministerio de Ambiente y Desarrollo Sostenible de la Nación.

## Participación política
Su primera participación política fue en el Ministerio de Turismo de la Nación, entonces encabezado por Enrique Meyer, durante la presidencia de Néstor Kirchner. Allí trabajó la creación de la “Marca País”, hasta que en 2007 interrumpió su desempeño en la función pública para continuar su formación académica y profesional en España.
En España, asesoró y trabajó para diversos gobiernos de América Latina, participando por ejemplo en la gestión de crisis del Gobierno de México frente al impacto de la Gripe N1H1 en 2019. Colaboró en campañas electorales en América Latina y gestionó estrategias de posicionamiento y negociación de países latinoamericanos en Europa. A partir de 2013 se sumó a la consultora de innovación española Opinno desde donde lideró la expansión internacional de la compañía, la implementación de proyectos en el sector público y la dirección de la edición en portugués y español de la revista MIT Technology Review. 
Desde 2019, es fundadora y coordinadora ejecutiva del Grupo de Puebla, un espacio de debate y articulación de programas políticos integrado por líderes progresistas latinoamericanos como Evo Morales, Rafael Correa, Lula da Silva, Alicia Bárcena, Ernesto Samper y Marco Enríquez-Ominami. 
Previo a las elecciones presidenciales de octubre de 2019 en la Argentina, se sumó al equipo de campaña del entonces candidato Alberto Fernández, como asesora en temas de política internacional. Su primer trabajo en ese rol fue asesorar a Fernández en la gira internacional que realizó por España y Portugal. 
Ya en el gobierno y como asesora presidencial, trabajó junto a la entonces secretaria de Salud, Carla Vizzotti, en las negociaciones para la adquisición de vacunas Sputnik V.
En febrero de 2022, luego de trabajar en la gestión de vacunas durante la pandemia de coronavirus, comenzó a trabajar en la cartera de Ambiente como secretaria de Cambio Climático, Desarrollo Sostenible e Innovación. 
En su paso por la gestión pública, fundó y lideró la comunidad “Mujeres Gobernando”, una red para impulsar el trabajo colaborativo entre mujeres funcionarias y fortalecer la agenda de género en las políticas públicas que fue reconocida en distintos medios de comunicación internacionales. 

## Rol en la pandemia de COVID19
A  fines de 2020, por pedido del presidente Alberto Fernández, Nicolini se puso al frente de las gestiones para adquirir vacunas en el marco de la pandemia de COVID19. Junto a la entonces secretaria y luego ministra de Salud, Carla Vizzotti, lideró las negociaciones con la industria farmacéutica, fondos estatales y gobiernos. 
Además de las vacunas provistas por distintos países y farmacéuticas, la campaña se abasteció de dosis que involucraron a la industria científico-tecnológica nacional en su desarrollo, tales son los casos de la vacuna AstraZeneca producida por Argentina junto a México y del componente 2 de la Sputnik V, cuyo desarrollo se llevó adelante en los Laboratorios Richmond de Buenos Aires.

## Secretaria de Cambio Climático, Desarrollo Sostenible e Innovación
Fue secretaria de Cambio Climático, Desarrollo Sostenible e Innovación del Ministerio de Ambiente y Desarrollo Sostenible de la Nación entre el 23 de febrero de 2022 y el 10 de diciembre de 2023.
Desde ese rol, fue jefa de la delegación argentina en la 27va. Conferencia de las Naciones Unidas sobre el Cambio Climático de 2022, en Sharm El-Sheik, Egipto, y en la 28va. Conferencia de las Naciones Unidas sobre el Cambio Climático de 2023, en Dubái, Emiratos Árabes Unidos. 
Además, presidió la Segunda Reunión de la Conferencia de las Partes del Acuerdo de Escazú, celebrada en Buenos Aires, Argentina, entre el 19 y 21 de abril de 2023, donde los Estados parte eligieron a las y los integrantes del Comité de Apoyo a la Aplicación y Cumplimiento de dicho tratado regional.
Durante su gestión, se presentaron el Plan Nacional de Adaptación y Mitigación al Cambio Climático a 2030, la Estrategia a Largo Plazo para alcanzar la neutralidad de emisiones al 2050 y el Quinto Informe Bienal de Actualización (BUR, por sus siglas en inglés) ante la Convención Marco de las Naciones Unidas sobre el Cambio Climático.